# Real Madrid C
Real Madrid C este un club de fotbal ce evoluează în Tercera División.

## Jucători

### Echipa curentă
| Nr. |        | Poziție | Jucător                     |
| --- | ------ | ------- | --------------------------- |
|     | Spania | P       | Carlos Molina               |
| 1   | Spania | P       | Fernando Pacheco            |
| 13  | Spania | P       | Ricardo                     |
| 2   | Spania | F       | Iván Garrido (vice-captain) |
| 4   | Spania | F       | Rubén Molero                |
|     | Spania | F       | Sergio Parla                |
|     | Spania | F       | Álex                        |
|     | Spania | F       | Edu                         |
| 3   | Spania | F       | Javi Noblejas *             |
| 5   | Spania | F       | Derik *                     |
| 6   | Spania | M       | Andy (Captain)              |
|     | Spania | M       | Dani Suárez                 |

| Nr. |        | Poziție | Jucător                     |
| --- | ------ | ------- | --------------------------- |
|     | Spania | M       | Álvaro López (vice-captain) |
|     | Spania | M       | Jordi Martín                |
|     | Spania | M       | Kamal (vice-captain)        |
|     | Spania | M       | José Barril                 |
| 10  | Spania | M       | Dani Ramírez                |
| 8   | Spania | M       | Sergio Aguza                |
| 11  | Spania | M       | Rubén Belima                |
|     | Spania | A       | Josep                       |
| 7   | Spania | A       | Bruno                       |
| 16  | Spania | A       | Fran Sol                    |
| 9   | Spania | A       | Rubén Sobrino               |

Jucătorii cu * sunt înregistrați la Juvenil A.

## Palmares
- Tercera División Champions

Winners (5): 1984–85, 1990–91, 1991–92, 1998–99, 2005–06
- Copa de la Liga

Winners (1): 1982–83 (Copa de la Liga de Tercera División)
- Campeonato de España de Aficionados

Winners (8): 1959–60, 1961–62, 1962–63, 1963–64, 1964–65, 1965–66, 1966–67, 1969–70
- Copa de Comunidad

Winners (2): 2002–03 (Qualified for the Copa Federación but was eliminated by Real Ávila in the preliminary round 0-2; 2-3), 2007–08 (Qualified for the Copa Federación. Eliminated by SS Reyes in the second round 1-0;0-2)
N.B.: Did not enter the 2008–09 Copa de Comunidad.

## Sezon după sezon

### Real Madrid Aficionados
| Season  | Division | Place | Copa del Rey |
| 1981–82 | 3ª       | 7th   | DNQ          |
| 1982–83 | 3ª       | 7th   | DNQ          |
| 1983–84 | 3ª       | 2nd   | 1st Round    |
| 1984–85 | 3ª       | 1st   | 1st Round    |
| 1985–86 | 3ª       | 4th   | 1st Round    |
| 1986–87 | 3ª       | 8th   | 5th Round    |
| 1987–88 | 3ª       | 10th  | DNQ          |
| 1988–89 | 3ª       | 4th   | DNQ          |
| 1989–90 | 3ª       | 5th   | —            |
| ------- | -------- | ----- | ------------ |

- 9 seasons in Tercera División

### Real Madrid C
| Season  | Division | Place | Copa del Rey |
| 1990–91 | 3ª       | 1st   | —            |
| 1991–92 | 3ª       | 1st   | —            |
| 1992–93 | 3ª       | 2nd   | —            |
| 1993–94 | 2ªB      | 7th   | —            |
| 1994–95 | 2ªB      | 13th  | —            |
| 1995–96 | 2ªB      | 9th   | —            |
| 1996–97 | 2ªB      | 13th  | —            |
| 1997–98 | 3ª       | 3rd   | —            |
| 1998–99 | 3ª       | 1st   | —            |
| 1999–00 | 3ª       | 2nd   | —            |
| 2000–01 | 3ª       | 4th   | —            |
| ------- | -------- | ----- | ------------ |

| Season  | Division | Place | Copa del Rey |
| 2001–02 | 3ª       | 11th  | —            |
| 2002–03 | 3ª       | 6th   | —            |
| 2003–04 | 3ª       | 14th  | —            |
| 2004–05 | 3ª       | 11th  | —            |
| 2005–06 | 3ª       | 1st   | —            |
| 2006–07 | 3ª       | 6th   | —            |
| 2007–08 | 3ª       | 9th   | —            |
| 2008–09 | 3ª       | 8th   | —            |
| 2009–10 | 3ª       | 6th   | —            |
| 2010–11 | 3ª       | 5th   | —            |
| 2011–12 | 3ª       | —     | —            |
| ------- | -------- | ----- | ------------ |

- 4 seasons in Segunda División B
- 18 seasons in Tercera División

## Jucători notabili
| - GK Juanmi 1991-92 - GK Raúl Valbuena 1994-95 - GK Oliver 1995-97 - GK Iker Casillas 1998-99 - GK Carlos Sánchez 1999-2000 - GK Manu 2000-01 - GK Diego López 2000-01; 02-03 - GK David Sierra 2002-04 - GK David Cobeño 2003-05 - GK Kiko 2004-05 - GK Jordi Codina 2004-05 - GK Dani Hernández 2005-07 - GK Quique 2006-07 - GK Jesús Coca 2007-09 - DF David Belenguer 1992-93 - DF Roberto Rojas 1994-95 - DF Vicente Valcarce 1995-96 - DF Manuel Tena 1997-98 - DF Rúben Pulido 1998-2000 - DF Óscar Miñambres 1999-2000 - DF Francisco Pavón 1999-2000 - DF Raúl Bravo 2000-01 - DF Álvaro Mejía 2001-02 - DF Juanjo Olalla - DF Álvaro Arbeloa 2002-03 - DF Javi Barral 2002-03 - DF Juan Duque 2002-03 - DF Ángel Robles 2002-03 - DF Alex González 2004-06 - DF Miguel Torres 2004-06 - DF Laure 2005-06 - DF Jordi 2005-08 - MF Rafael Benítez - MF Roberto Suárez 1991-93 - MF Antonio Gómez 1993-94 - MF Jaime 1993-94 - MF Víctor 1994-95 - MF Guti 1994-95 - MF Oscar Pulido 1994-96 - MF Javier Artero 1995-96 - MF Miguel Santa Elena 1996-98 - MF Fernando 1997-99 - MF Dani Ruiz 1997-99 - MF Julio Álvarez 1998-1999 - MF Andrés Santos 1998-99 - MF Conrado Zafra 1998-99 - MF Francisco Sousa 1998-99 - MF Corona 1999-2000 - MF Valdo 2000-01 - MF José Luis Capdevila 2000-01 - MF José Cabrera 2001-02 - MF Diego Municio 2001-02 - MF Alex Pérez 2002-03 - MF Manuel Tello 2003-04 - MF Rubén de la Red 2003-04 - MF Borja Valero 2003-05 - MF Javier Balboa 2004-05 - MF Álex Colorado 2004-05 - MF Rodri 2005-06 - MF Esteban Granero 2005-06 - MF Ferrán 2005-06 - MF Juanmi Callejón 2005-07 - MF Lionnel Franck 2007-08 - MF Juan Carlos 2008-09 - ST Alfonso 1990-91 - ST Víctor 1993-94 - ST Raúl 1994-95 - ST Irurzun 1995-96 - ST Javi Guerrero 1995-96 - ST Alberto Rivera 1995-96 - ST Mista 1996-97 - ST Carlos Aranda 1998-2000 - ST David Aganzo 1999-2000 - ST Luis García 2000-01 - ST Riki 2000-02 - ST Javier Portillo 2001-02 - ST David Barral 2002-03 - ST Thaer Bawab 2004-2006 - ST Rayco 2005-2006 - ST José Callejón 2006-2007 - ST Jesús Berrocal 2007-2009 |

- N.B. Players in BOLD played for senior team; Players in ITALICS haven't played in the Primera División.

## Antrenori notabili
| - José Antonio Grande 1989-96 - Miguel Ángel Portugal 1996-97 (?) - Paco Hernández 1996-97 - Juan Martín Delgado 1997-99 - Paco Buyo 1999-2000 - José Aurelio Gay 2001-02 - José Manuel Díaz 2002-03 - Paco Buyo 2003-04 - Abraham García 2004-07 - José María Salmerón 2007-08 - Antonio Díaz Carlavilla 2008-09 - Alberto Toril 2009 |